# Abdul Rahman al-Iryani
Abdul Rahman al-Iryani, född 1908, död 14 mars 1998 i Damaskus, Syrien, var president i Arabrepubliken Jemen (Nordjemen) från 5 november 1967 till 13 juni 1974.
När Egypten drog tillbaka sina styrkor från Nordjemen 1967 övertog al-Iryani presidentposten genom en oblodig kupp då landets president Abdullah as-Sallal var på besök i Irak. Al-Iryani störtades vid en militärkupp 1974 anstiftad av Ibrahim al-Hamadi som då tog över makten. Han levde sedan i exil i Damaskus.
Han hade under kungadömets tid tillbringat 15 år i fängelse.